# Temperaturregelung in der Raumfahrt
Als Temperaturkontrollsystem oder Thermalkontrollsystem eines Satelliten oder Raumflugkörpers bezeichnet man alle technischen Systeme und Maßnahmen zur Kontrolle, Steuerung und Regelung der Temperatur an Bord in allen Phasen des Fluges.
Da ein Raumflugkörper dem Vakuum des Weltalls ausgesetzt ist, ist eine Aufnahme und vor allem Abgabe von Energie in Form von Wärme an die Umgebung durch Wärmeleitung nicht möglich. Dies ist einer der wesentlichen Faktoren, die bereits beim Entwurf eines Satelliten berücksichtigt werden müssen, damit die Temperatur (oder besser das sich einstellende Thermische Gleichgewicht) eines Satelliten nur durch Einstrahlung und Abstrahlung geregelt werden kann (Siehe auch Grauer- bzw. Schwarzer Strahler). Um zu verhindern, dass einzelne Systeme und Teile des Satelliten oder der gesamte Satellit überhitzen oder einfrieren, ist eine sorgfältige Planung und Regelung notwendig. Je nach Art des Raumflugkörpers (extrem zwischen Sonnen- und Tiefraumsonde) sind zum Teil umfangreiche Maßnahmen zur Verhinderung der Aufnahme oder Entstehung von Wärme oder deren Verlust notwendig.

## Beeinflussung der Temperatur
Um die Temperatur eines Raumflugkörpers oder seiner Systeme zu beeinflussen, ist es nur möglich, eine der folgenden Größen zu ändern: 
- Wärmezufuhr:
  - Von außen: Aufnahme (Absorption) der Strahlung von der Sonne oder anderen, naheliegenden Himmelskörpern,
  - Von innen: Abwärme von Geräten an Bord (Dissipation)
- Wärmeabgabe: Emission von Wärmestrahlung in den Weltraum
- Wärmeübertragung: Wärmestrahlung, Konvektion und Wärmeleitung innerhalb des Satelliten

Möglich ist die Steuerung mit Hilfe von folgenden Maßnahmen:
- passiv: über die Oberflächeneigenschaften (Beschichten, Polieren, Aufrauen), Wärmedämmung, Hitzeschild (z. B. Goldfolien), Jalousien oder Blenden, wärmeleitende Materialien, Oberflächengeometrie
- semipassiv: über Phasenumwandlung (z. B. Heatpipe), Bimetallschuppen
- aktiv: über Heizelemente, Kühlkreisläufe, Klimaanlagen (vor allem bei bemannten Satelliten), Ausrichtung des Satelliten

Ziel der Temperaturregelung ist es, die Bauteile innerhalb des vorgesehenen Temperaturbereichs für Lagerung und Betrieb zu halten sowie ggf. eine geeignete Temperatur für eine menschliche Besatzung. 
Die typischen zulässigen Betriebstemperaturen von Satellitenbauteilen unterscheiden sich und liegen für chemische Prozesse bei Triebwerken bei 10 bis 120 °C, bei Tanks bei 10 bis 40 °C (Einstofftanks), bei Batterien bei −10 bis 25 °C, für elektrische Bauteile bei Transpondern bei 10 bis 45 °C, bei Erdsensoren bei −10 bis 55° und für mechanische Bauteile bei Drallrädern bei 0 bis 45 °C und bei Antennen bei −170 bis 90 °C.

## Theoretisches Modell der Temperaturveränderung
Um zu vermeiden, dass einzelne Bauteile plötzlich nicht mehr in ihrem vorgesehenen Temperaturbereich sind (Überhitzung, Einfrieren), werden Simulationen durchgeführt. Hierbei wird der Satellit in sogenannte Knoten (als isothermal angenommene Bereiche) aufgeteilt, die miteinander und mit der Umgebung Wärme austauschen.
Für jeden dieser Knoten werden die Wärmeaustauschgrößen addiert.
Falls sich der Satellit in einem thermischen Gleichgewicht befindet (sich also nicht mehr erwärmt oder abkühlt und damit die Änderung der Temperatur gegen Null geht), gilt:
{\displaystyle {\frac {dT}{dt}}=0={\frac {1}{mC_{W}}}\cdot \sum P}
Dabei ist {\displaystyle P} die Leistung, m die Masse und {\displaystyle C_{W}} die Wärmekapazität.
Vielfach werden diese numerischen Simulationen durch Tests ergänzt oder abgeschlossen. Dafür finden Thermalvakuumkammern, ggfs. mit Sonnensimulation, Verwendung.
Die Temperaturentwicklung der einzelnen Bestandteile eines Satelliten werden in Erdnähe durch die folgenden Faktoren beeinflusst:

### Wärmeaufnahme
Wärme kann durch folgende Quellen aufgenommen werden:
- Sonnenstrahlung:

{\displaystyle P_{\text{Sonne}}=\alpha _{\text{Sat}}\cdot A_{\text{eff}}S\cdot \cos \varphi }
mit Absorptionsgrad {\displaystyle \alpha _{\text{Sat}}} (geschluckte Strahlung/Gesamtstrahlung), effektive Fläche bezüglich Sonne {\displaystyle A_{\text{eff}}}, Solarkonstante {\displaystyle S} {\displaystyle \left(1367\,\mathrm {\tfrac {W}{m^{2}}} \right)}, relativer Winkel {\displaystyle \varphi }
- Albedo (von der Oberfläche eines Himmelskörpers z. b. der Erde reflektiertes Sonnenlicht):

{\displaystyle P_{\text{Albedo}}=\alpha _{\text{Albedo}}A_{\text{eff}}\cdot S\cdot 0{,}35\cdot \cos \varphi \left({\frac {R_{\text{Erde}}}{R_{\text{Sat}}}}\right)^{2}}
mit Absorptionsgrad {\displaystyle \alpha _{\text{Albedo}}}, effektive Fläche bezüglich Albedo {\displaystyle A_{\text{eff}}}, Solarkonstante {\displaystyle S}, Reflexionsgrad der Albedo, relativer Winkel {\displaystyle \varphi }, Erdradius {\displaystyle R_{\text{Erde}}}, Bahnradius {\displaystyle R_{\text{Sat}}}
- Erdwärme: {\displaystyle P_{\text{Erde}}=\varepsilon _{\text{Erde}}\cdot A_{\text{Erde}}\cdot 250{\frac {W}{m^{2}}}\left({\frac {R_{\text{Erde}}}{R_{\text{Sat}}}}\right)^{2}\cos \varphi _{\text{Erde}}}

mit Emissionsgrad der Erde {\displaystyle \varepsilon _{\text{Erde}}}, die vom Satellit aus sichtbare Fläche der Erde {\displaystyle A_{\text{Erde}}}, emittierte Leistung, Winkel bezüglich der Erde {\displaystyle \varphi _{\text{Erde}}}, oder entsprechend bei anderen Himmelskörpern.
- Weltraumstrahlung:

{\displaystyle P_{\text{Weltraum}}=A\cdot \varepsilon \cdot \sigma \cdot T_{\text{Weltraum}}^{4}\cdot e_{\text{Weltraum}}}
mit Emissionsgrad des Weltraums {\displaystyle \varepsilon }, Stefan-Boltzmann-Konstante {\displaystyle \sigma }, Temperatur des Weltraums {\displaystyle T_{\text{Weltraum}}=4\,\mathrm {K} } (meist vernachlässigbar)
- Dissipation: {\displaystyle P_{\text{Disp}}}
- Aerodynamische Aufheizung: Bei sehr erd- oder planetennahen Bahnen ist auch eine Energieaufnahme durch Reibung an der Erdatmosphäre (aerodynamische Aufheizung) möglich und mit zu berücksichtigen.

### Wärmeübertragung zu anderen Bestandteilen
Die Wärmeübertragung zu anderen Teilen eines Raumflugkörpers kann erfolgen durch:
- Konvektion
- Wärmeleitung
- Wärmestrahlung

### Wärmeabgabe in den Weltraum
Die einzige Möglichkeit, Wärme im Weltraum wieder abzugeben, ist die Abstrahlung in den Weltraum:
{\displaystyle P_{\text{Abstrahlung}}=-A\cdot \varepsilon \cdot \sigma \cdot T^{4}}
Meist werden dafür spezielle Radiatoren verwendet, die für korrekte Funktion nicht dem Sonnenlicht ausgesetzt werden dürfen. Für sonnennahe Missionen kann es erforderlich sein, das gesamte Satellitendesign auf die Gestaltung der Abstrahlflächen abzustimmen.